# Râulețu
Râulețu este un afluent al râului Berivoi. 